# Cacosternum leleupi
Cacosternum leleupi é uma espécie de anfíbio da família Petropedetidae.
É endémica de República Democrática do Congo.
Os seus habitats naturais são: savanas húmidas, campos de gramíneas de baixa altitude subtropicais ou tropicais sazonalmente húmidos ou inundados, rios intermitentes, pântanos e marismas intermitentes de água doce.